# Districtul South-East, Botswana
Districtul South-East este o unitate administrativă de gradul I  a Botswanei. Reședința sa este orașul Gaborone, capitala statului.